# 鄂尔浑河谷
鄂尔浑河谷指的是蒙古国鄂尔浑河两岸的广阔河谷，位于首都乌兰巴托西方约360公里处。此河谷有人文景观，在2000多年以来孕育了蒙古高原游牧民族的传统。在2004年，被联合国教科文组织列为世界遗产。
这一河谷的文化遗址有：匈奴的單于廷、突厥的石碑鄂尔浑碑铭、回鹘的都城窝鲁朵八里、成吉思汗的王庭哈拉和林、Doit山的窝阔台汗宫殿以及藏传佛教寺院额尔德尼召等。

## 登录基准
该世界遗产被认为满足世界遺產登錄基準中的以下基準而予以登錄：
- （ii）在某期间或某种文化圈里对建筑、技术、纪念性艺术、城镇规划、景观设计之发展有巨大影响，促进人类价值的交流。
- （iii）呈现有关现存或者已经消失的文化传统、文明的独特或稀有之证据。
- （iv）关于呈现人类历史重要阶段的建筑类型，或者建筑及技术的组合，或者景观上的卓越典范。